# Le Longeron
Ne doit pas être confondu avec Longeron.
Le Longeron est une ancienne commune française située dans le département de Maine-et-Loire, en région Pays de la Loire, devenue le 15 décembre 2015 une commune déléguée au sein de la commune nouvelle de Sèvremoine.

## Géographie
Commune angevine des Mauges, Le Longeron se situe au sud-est de Torfou, sur la route D 91, La Romagne, en limite du département de la Vendée.
La Sèvre nantaise marque la limite sud de son territoire.

## Toponymie et héraldique

### Héraldique
|  | Les armes de la commune se blasonnent ainsi : Écartelé, au premier d'azur à la castille d'or maçonnée de sable ; au deuxième d'argent, à la fleur de lin d'azur tigée de sinople ; au troisième d'argent au trèfle de sinople ; au quatrième d'azur, à une fleur de lys d'or. |

## Histoire
En 2014, un projet de fusion de l'ensemble des communes de l'intercommunalité se dessine. Le 2 juillet 2015, les conseils municipaux de l'ensemble des communes du territoire communautaire votent la création d'une commune nouvelle baptisée Sèvremoine pour le 15 décembre 2015, dont la création a été officialisée par arrêté préfectoral du 5 octobre 2015.

## Politique et administration

### Administration municipale

#### Administration actuelle
Depuis le 15 décembre 2015, Le Longeron constitue une commune déléguée au sein de la commune nouvelle de Sèvremoine et dispose d'un maire délégué.
| Période                                  | Période     | Identité       | Étiquette | Qualité |
| ---------------------------------------- | ----------- | -------------- | --------- | ------- |
| 15 décembre 2015                         | 26 mai 2020 | Jacky Quesnel  |           |         |
| 26 mai 2020                              | En cours    | Catherine Brin |           |         |
| Les données manquantes sont à compléter. |             |                |           |         |

#### Administration ancienne
| Période                                  | Période               | Identité           | Étiquette | Qualité |
| ---------------------------------------- | --------------------- | ------------------ | --------- | --- |
| Les données manquantes sont à compléter. |                       |                    |           | |
| 1867                                     |                       | Eugène Bonnet      |           | Industriel, président de la CCI de Cholet                                                                                      |
| mai 1904                                 | 1917 (décès)          | Joseph Bonnet      |           | Industriel |
| 1917                                     | 1919                  | François Fonteneau |           | |
| 1919                                     | 1943                  | Maurice Bonnet     |           | Industriel |
| 1943                                     | mars 1980 (démission) | Pierre Mulliez     | CNI       | Industriel en textiles, maire honoraire Conseiller régional Conseiller général (1951 → 1976) Vice-président du conseil général |
| mai 1980                                 | juin 1995             | Claude Vigneron    | DVD       | Directeur des ressources humaines, maire honoraire                                                                             |
| juin 1995                                | mars 2001             | Yves Guinaudeau    |           | Agriculteur |
| mars 2001                                | décembre 2015         | Jacky Quesnel      | DVD       | Responsable d'activité Président de la CC de Sèvre et Moine (2001 → 2007)                                                      |

### Ancienne situation administrative
La commune est membre en 2015 de la communauté de communes de Moine-et-Sèvre, elle-même membre du syndicat mixte Pays des Mauges. La création de la commune nouvelle de Sèvremoine entraîne sa suppression à la date du 15 décembre 2015, avec transfert de ses compétences à la commune nouvelle.
Jusqu'en 2014, Le Longeron fait partie du canton de Montfaucon-Montigné et de l'arrondissement de Cholet. Dans le cadre de la réforme territoriale, un nouveau découpage territorial pour le département de Maine-et-Loire est défini par le décret du 26 février 2014. La commune est alors rattachée au canton de Saint-Macaire-en-Mauges, avec une entrée en vigueur au renouvellement des assemblées départementales de 2015.

## Population et société

### Évolution démographique
L'évolution du nombre d'habitants est connue à travers les recensements de la population effectués dans la commune depuis 1793. À partir du 1er janvier 2009, les populations légales des communes sont publiées annuellement dans le cadre d'un recensement qui repose désormais sur une collecte d'information annuelle, concernant successivement tous les territoires communaux au cours d'une période de cinq ans. 
Pour les communes de moins de 10 000 habitants, une enquête de recensement portant sur toute la population est réalisée tous les cinq ans, les populations légales des années intermédiaires étant quant à elles estimées par interpolation ou extrapolation. Pour la commune, le premier recensement exhaustif entrant dans le cadre du nouveau dispositif a été réalisé en 2004,.
En 2013, la commune comptait 2 143 habitants, en évolution de +3,68 % par rapport à 2008 (Maine-et-Loire : +3,3 %, France hors Mayotte : +2,49 %).
| 1793  | 1800 | 1806 | 1821 | 1831  | 1836  | 1841  | 1846  | 1851  |
| ----- | ---- | ---- | ---- | ----- | ----- | ----- | ----- | ----- |
| 1 007 | 751  | 769  | 901  | 1 448 | 1 479 | 1 608 | 1 678 | 1 753 |

| 1856  | 1861  | 1866  | 1872  | 1876  | 1881  | 1886  | 1891  | 1896  |
| ----- | ----- | ----- | ----- | ----- | ----- | ----- | ----- | ----- |
| 1 740 | 1 708 | 1 703 | 1 676 | 1 679 | 1 728 | 1 719 | 1 684 | 1 682 |

| 1901  | 1906  | 1911  | 1921  | 1926  | 1931  | 1936  | 1946  | 1954  |
| ----- | ----- | ----- | ----- | ----- | ----- | ----- | ----- | ----- |
| 1 620 | 1 544 | 1 512 | 1 324 | 1 322 | 1 310 | 1 246 | 1 267 | 1 443 |

| 1962  | 1968  | 1975  | 1982  | 1990  | 1999  | 2004  | 2009  | 2013  |
| ----- | ----- | ----- | ----- | ----- | ----- | ----- | ----- | ----- |
| 1 579 | 1 643 | 1 807 | 1 926 | 1 955 | 1 946 | 1 992 | 2 080 | 2 143 |

### Pyramide des âges
La population de la commune est relativement jeune. Le taux de personnes d'un âge supérieur à 60 ans (20,7 %) est en effet inférieur au taux national (21,8 %) et au taux départemental (21,4 %).
Contrairement aux répartitions nationale et départementale, la population masculine de la commune est supérieure à la population féminine (50,2 % contre 48,7 % au niveau national et 48,9 % au niveau départemental).
La répartition de la population de la commune par tranches d'âge est, en 2008, la suivante :
- 50,2 % d’hommes (0 à 14 ans = 19,3 %, 15 à 29 ans = 18,6 %, 30 à 44 ans = 21,7 %, 45 à 59 ans = 21,6 %, plus de 60 ans = 18,8 %) ;
- 49,8 % de femmes (0 à 14 ans = 21,9 %, 15 à 29 ans = 15,4 %, 30 à 44 ans = 21,1 %, 45 à 59 ans = 19 %, plus de 60 ans = 22,5 %).

| Hommes | Classe d’âge | Femmes |
| ------ | ------------ | ------ |
| 0,1    | 90 ans ou +  | 0,3    |
| 5,8    | 75 à 89 ans  | 7,6    |
| 12,9   | 60 à 74 ans  | 14,6   |
| 21,6   | 45 à 59 ans  | 19,0   |
| 21,7   | 30 à 44 ans  | 21,1   |
| 18,6   | 15 à 29 ans  | 15,4   |
| 19,3   | 0 à 14 ans   | 21,9   |

| Hommes | Classe d’âge | Femmes |
| ------ | ------------ | ------ |
| 0,4    | 90 ans ou +  | 1,1    |
| 6,3    | 75 à 89 ans  | 9,5    |
| 12,1   | 60 à 74 ans  | 13,1   |
| 20,0   | 45 à 59 ans  | 19,4   |
| 20,3   | 30 à 44 ans  | 19,3   |
| 20,2   | 15 à 29 ans  | 18,9   |
| 20,7   | 0 à 14 ans   | 18,7   |

## Économie
Sur 134 établissements présents sur la commune à fin 2010, 29 % relevaient du secteur de l'agriculture (pour une moyenne de 17 % sur le département), 10 % du secteur de l'industrie, 12 % du secteur de la construction, 39 % de celui du commerce et des services et 10 % du secteur de l'administration et de la santé.

## Culture locale et patrimoine

### Lieux et monuments
- L'église Notre-Dame, édifiée au XIXe siècle[17].
- Le château de la Gimonière - Il est en ruine
- Le barrage des rivières

### Personnalités liées à la commune
- Jacques-Yves Mulliez (1917-2015)[18], pionnier de la Résistance pendant l'Occupation de la France par l'Allemagne y est né.